# Médecine durant l'Antiquité romaine

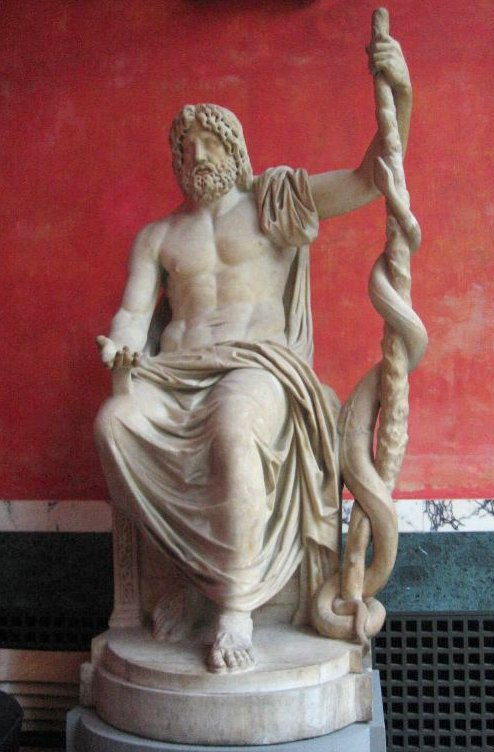
Statue symbolique d'Asclépios tenant son bâton. Dans des périodes postérieures, il a été confondu avec le caducée, qui est entouré de deux serpents. Le serpent pouvait être à l'origine un ver parasite que l'on retire avec un bâton. Le serpent a joué un rôle comme symbole curatif dans le rituel romain, ce symbole étant un symbole propice dans la préhistoire.

La médecine de la Rome antique hérite directement de la médecine en Grèce antique. Les médecins utilisaient des techniques variées faisant appel à différents instruments et pratiquaient aussi, comme les Grecs, divers rituels religieux pour obtenir la guérison, car ils croyaient à l’origine surnaturelle de nombreuses maladies. La médecine était bien moins considérée qu'en Grèce, mais contrairement à la société grecque qui considérait que la santé était une affaire personnelle, le gouvernement romain encourageait l’amélioration de la santé publique. Aussi, à côté d'une médecine privée, s’était instituée une communauté médicale publique et les autorités croyaient à la prévention des maladies en améliorant les conditions sanitaires par la construction d’aqueducs pour amener l’eau dans les villes, la construction de bains publics et de réseaux d’évacuation des eaux usées. Beaucoup de grandes villes, comme Rome, se vantaient de posséder un système d'égouts performant, ce qui se fera de mieux dans le monde occidental jusqu'à la fin des XVIIe et XVIIIe siècles, mais les Romains n'avaient pas compris que les germes pouvaient être à l’origine de maladies.
La médecine de l’époque pouvait s'avérer efficace lorsqu'elle était pratiquée par des maîtres bien formés et pratiquant parfois des spécialités comme l’ophtalmologie et l’urologie et les chirurgiens romains disposaient d’une trousse à outils contenant des pinces, des scalpels, des cathéters et des extracteurs de flèche. Ces instruments avaient différents usages et étaient mis à bouillir dans l'eau chaude avant emploi. Pour les interventions, les chirurgiens utilisaient des analgésiques comme l’opium et la scopolamine et l’acide acétique (l'acide du vinaigre) était utilisé pour laver les plaies. Toutefois la médecine pouvait s’avérer inefficace, voire dangereuse, lorsqu'elle était pratiquée par certains médecins non qualifiés, que l'on taxait d'ailleurs déjà, pour de plus ou moins bonnes raisons, de charlatans. 

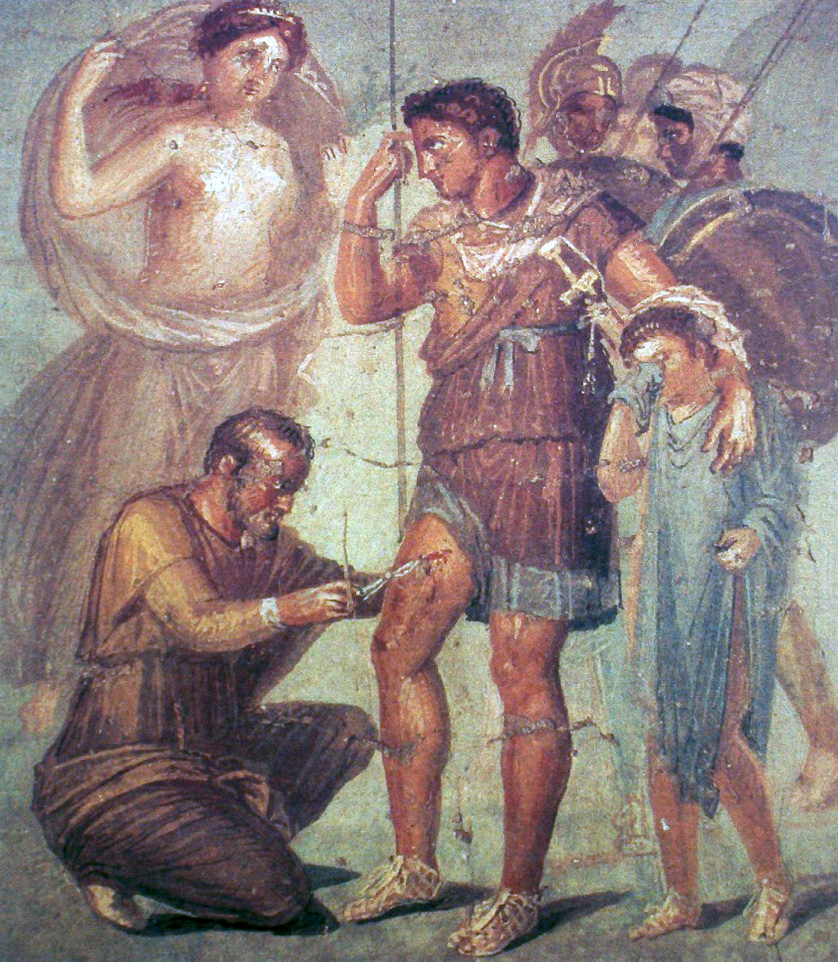
Fresque romaine ; intervention chirurgicale sur Énée ; Musée archéologique de Naples (Italie) ; Ier siècle.

## L’origine grecque
Beaucoup d'idées grecques sur la médecine ont été adoptées par les Romains et la médecine grecque a eu une énorme influence sur la médecine romaine, en effets comme en témoigne la fondation du temple d'Esculape sur l'Île Tibérine entre 293 et 290 av. J.-C. à
l’occasion d’une épidémie. Les premiers médecins apparus à Rome (le premier serait le chirurgien Archagatos en -219) étaient des Grecs, capturés et amenés comme prisonniers de guerre. Plus tard les médecins grecs s’installèrent à Rome, car ils pouvaient y trouver des conditions de vie bien meilleures que dans les villes grecques. De plus, on leur accordait la citoyenneté romaine et des exemptions fiscales pour s'établir en ville, bien qu'ils fussent d'abord considérés avec méfiance : ces étrangers se faisaient en effet payer (contrairement aux Romains chez qui les soins étaient pratiqués dans le cadre familial par le père de famille) et exerçaient une médecine plus invasive (saignée, cautérisation, pose de ventouses, chirurgie avec des exemples de trépanation ou d'opération d'abcès, de la cataracte au point que certains étaient surnommés carnifex, « bouchers »).
Les Romains ont également conquis la ville d'Alexandrie, ses bibliothèques et ses universités. Dans l'antiquité Alexandrie a été un pôle important pour l'enseignement (École de médecine d'Alexandrie) et sa Grande Bibliothèque contenait d'innombrables livres techniques et traités, dont beaucoup avaient pour thème la médecine et un savoir-faire médical qui furent mis en texte au Ve siècle av. J.-C. Dans cette ville, les médecins étaient autorisés à effectuer des dissections (comme celles de Claude Galien sur les porcs ou les singes) ; elles ont conduit à de nombreuses découvertes et à de nombreux progrès en médecine, comme la découverte que le cerveau envoie des messages au corps. Le tabou sur le corps mort est en effet levé depuis la dynastie des Ptolémées qui pratiquent la momification depuis le IIIe siècle av. J.-C..
La médecine grecque était fortement influencée par la théorie des quatre humeurs et par les textes d’Hippocrate et de ses disciples (Corpus hippocratique), qui étaient tous Grecs. Ces idées et ces écrits ont également été repris par la médecine romaine.

### Les principaux médecins

#### Asclépiade
Asclépiade de Bithynie est un médecin, physicien et philosophe grec né à Pruse en Bithynie vers 124 av. J.-C. qui, après avoir exercé en Grèce, s'établit à Rome, y fonde une école privée (l’école grecque dite méthodique) et y obtint de grands succès.

#### Dioscoride
Pedanius Dioscoride (env. 40 apr. J.-C. - 90 apr. J.-C.) est un médecin, pharmacologue et botaniste grec d’Anazarbe, province de Cilicie, en Asie Mineure, qui exerçait à Rome au cours du règne de Néron. Dioscoride est célèbre pour avoir écrit un livre en cinq volumes de Materia Medica qui est le précurseur de toutes les pharmacopées modernes et est l'un des livres de botanique médicale les plus importants de l'histoire.

#### Soranos
Soranos d’Ephèse est un médecin grec, né à Éphèse, qui a vécu sous le règne de Trajan et d’Hadrien (AD 98 -138). Selon la Souda , il a exercé à Alexandrie, puis à Rome. Il a été le principal représentant de l'école de médecine connu sous le nom d’École méthodique. Il a écrit un traité intitulé Gynécologie (publié pour la première fois en 1838, et réédité plus tard par Valentin Rose en 1882, avec une traduction latine au VIe siècle par Muscio, un médecin de la même école).

#### Galien
Galien (AD 129 – ca. 200 ou 216) de Pergame était un médecin grec de l’antiquité, dont les théories ont dominé la médecine occidentale pendant plus d'un millénaire. À l'âge de 20 ans, il a servi pendant quatre ans au temple de sa ville en tant que thérapeute (gardien ou associé) du dieu Asclépios. Bien que Galien ait étudié le corps humain, la dissection de cadavres humains était prohibée par le Droit romain, de sorte qu'à défaut il a utilisé des porcs, des singes et d'autres animaux. Galien s’est installé à Rome en 162. Là, il a donné des conférences, a écrit abondamment et a réalisé des démonstrations publiques de ses connaissances anatomiques. Il a rapidement acquis la réputation d’un médecin expérimenté et attiré à sa consultation un grand nombre de clients. Parmi ceux-ci un des plus connus est le consul Flavius Boethius, qui l’a présenté à la cour impériale, où il est devenu médecin de l'empereur Marc Aurèle. Bien qu’il soit un membre réputé de la Cour, Galien évitait d’utiliser le latin, préférant parler et à écrire dans la langue grecque de son pays natal, une langue qui était très populaire à Rome. Il allait soigner des célébrités romaines comme Lucius Verus, Commode et Septime Sévère. Toutefois, en 166 Galien est retourné à Pergame, où il a vécu jusqu’à ce qu'il retourne à Rome pour de bon en 169.

### L’organisation des soins
Les services médicaux romains ont été inspirés des services médicaux de la civilisation gréco-étrusque et italiote.
Depuis l'origine de la médecine méditerranéenne c’est-à-dire égyptienne, les médecins combinaient savoir sur la pharmacopée et la chirurgie. Les premiers établissements médicaux grecs (Aesculapius) doivent dater de l'âge du bronze, et les établissements romains de l'âge du fer. Aux Aesculapium étaient associés des chambres, des thermes, des jardins, des amphithéâtres qui servaient en permanence pour la formation, des temples et des bibliothèques où s'accumulaient des milliers de travaux de référence. Ces ouvrages détaillaient les techniques médicales, la description des maladies, les traitements, les procédures curatives etc.
L'importance sociale du médecin, par son pouvoir de vie et de mort sur les malades, a très tôt été reconnue non sans susciter des résistances, incarnées par Caton l'Ancien qui défendait les mœurs austères de la Rome antique contre la décadence apportée par les médecins grecs. Caton l'Ancien, dans son De agri cultura explique comment se préserver des maladies par une vie saine et donne les procédures médicales pour se soigner seul. Il préconise le chou comme médicament miracle. Il considérait la maladie comme une épreuve destinée à former le caractère et peut-être aussi, sans le dire expressément, comme une forme de sélection naturelle. Mais les médecins grecs finirent par s'imposer vers le Ier siècle.

## Type d'institution médicale

### Médecine publique
Le consul, Caius Julius Mento, en 431 av. J.-C., a consacré un temple médical d'Apollon (« le guérisseur »). Il y avait également un temple salut (« santé ») sur le Mons Salutaris, un éperon du Quirinal. Il n'y a cependant aucune preuve que ces temples aient possédé les équipements médicaux liés à un Aesculapium.

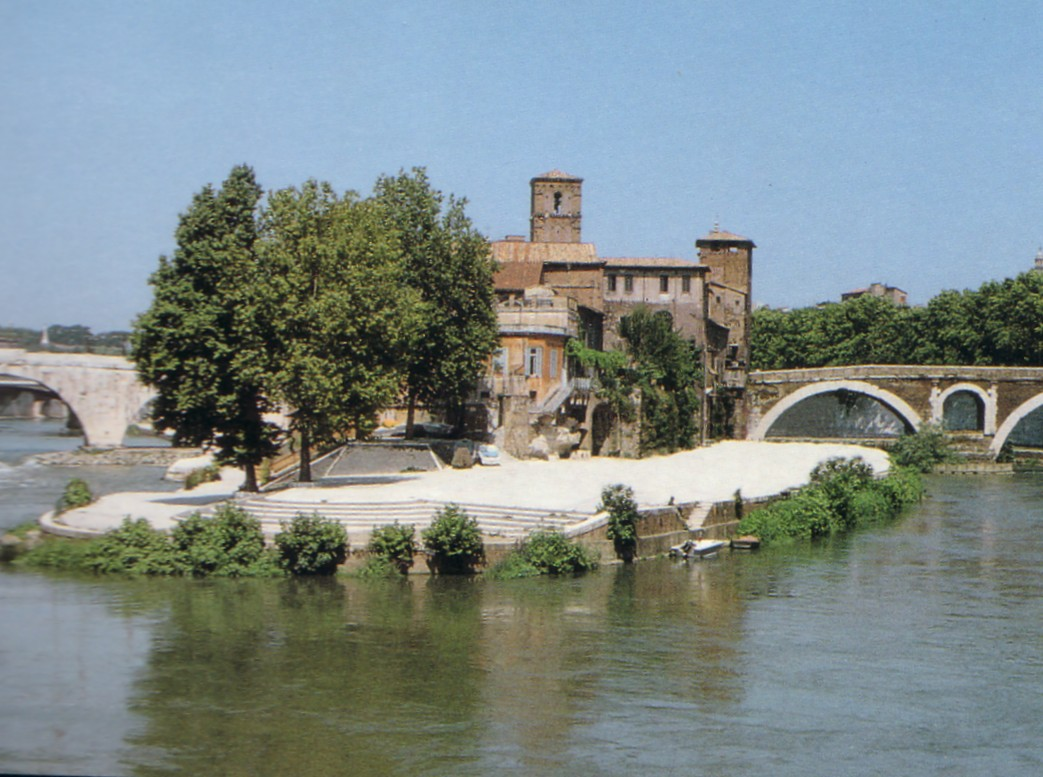
Île Tibérine, aval.

En -293, la construction du premier Aesculapium dans la ville de Rome, sur l'île du Tibre après que des officiels de la République ont consulté les Livres Sibyllins à cause d'une épidémie de peste. Il est inspiré de celui d'Épidaure. On a découvert sur l'île des bains ainsi que des restes de sacrifices et d'offrandes (donaria). Le serpent sacré d'Épidaure a été déplacé rituellement vers le nouveau temple.

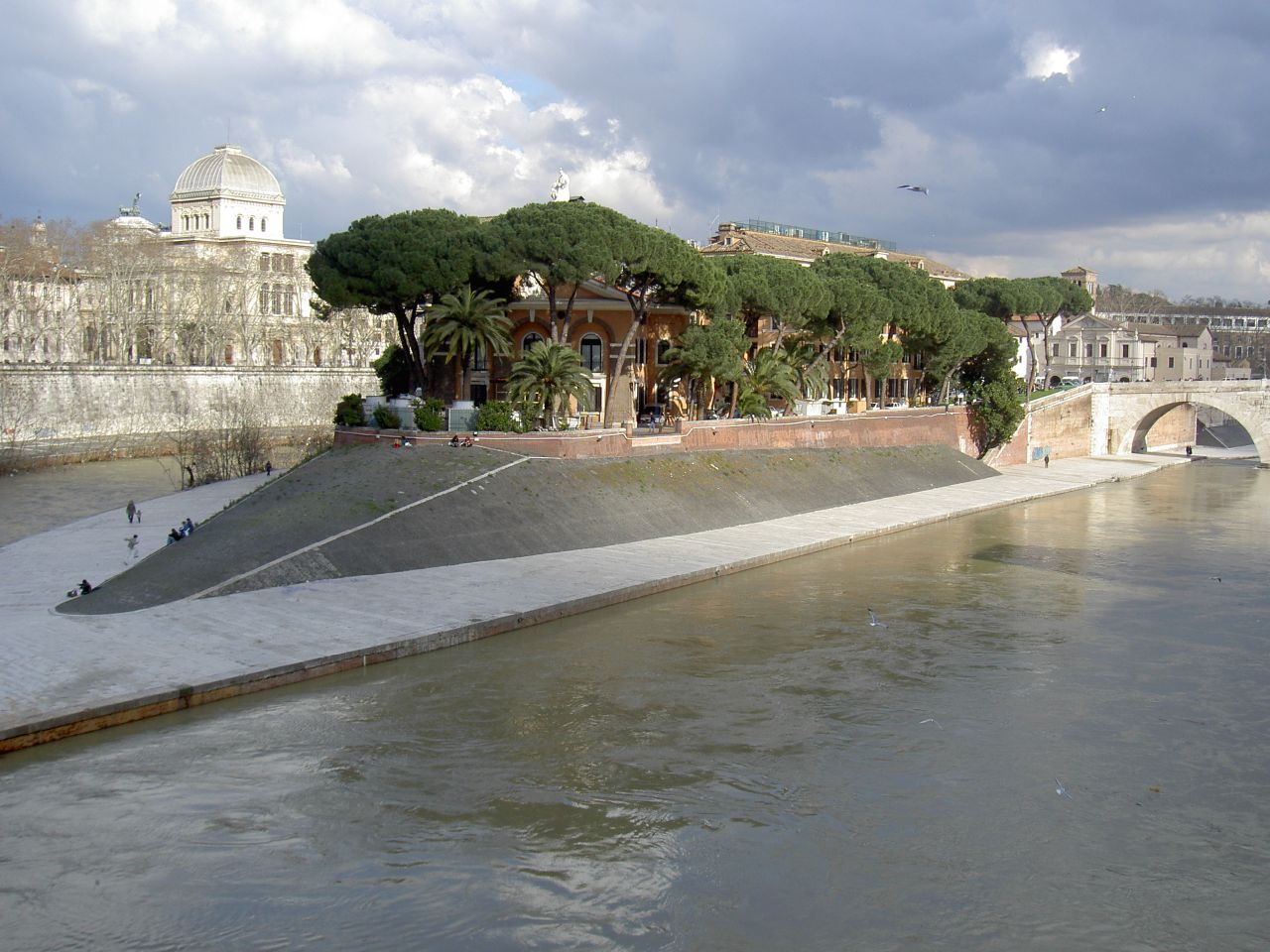
Île Tibérine, amont.

Le centre a fini par couvrir toute l'île qui incorporait un centre de cure à long séjour. Claude a publié une loi libérant les esclaves envoyés pour traitement mais abandonnés là-bas par leur maître. Les Aesculapium fonctionnaient comme les autres temples et les acteurs devaient contribuer par un certain nombre d'actes, payant ou non, qui devaient être inscrits sur des registres. Les Aesculapium étaient sous la responsabilité de magistrats. L'État finançait une partie, au moins, de leur fonctionnement.

### Médecine militaire
On sait peu de chose sur la médecine militaire sous la République. Les auteurs qui ont décrit l'appareil militaire avant Auguste, comme Tite-Live, expliquent que les blessés étaient cantonnés dans les villages aux alentours des zones de conflit. Il devait cependant exister des médecins civils au service de l'armée. Auguste en professionnalisant l'armée, y joint des médecins, les aerarium. Comme tous les militaires, ils doivent s'engager. Leur période d'engagement est de 16 ans au sein des valetudinaria l'équivalent militaire des aesculapia. Les médecins militaires romains sont bien formés, contrairement à certains homologues civils.

#### Les carrières militaires
Sous Auguste, les noms des spécialités militaires commencent à être connus. Les milites medici étaient exemptés de toutes autres fonctions (immunes). Les médecins, quels qu'ils soient, avaient une certaine importance et étaient respectés.
L'administrateur du valetudinarium était l’optio valetudinarii. Il restait soumis au Praetor. Les ailes de cavalerie possédaient leurs medici alarum et les trirèmes de la marine leurs medici triremis. Il existait par ordre d'importance le rang de medicus legionaris puis de medicus cohortis et enfin le medici ordinarii qui est le médecin de base. Les ordinarii avait le rang d'un centurion sans pour autant commander des hommes. Il existait également des medici castrorum mais il est difficile, car les sources manquent, de faire la différence entre leurs fonctions. Il existe naturellement plusieurs spécialités. Certains sont mieux payés que d'autres comme le medicus duplicarius qui est payé le double.
À côté des médecins, on suppose qu'il existait des assistants-médecins. Peut-être étaient-ils civils, esclaves ou même soldats de garde. Il n'y avait pas d'infirmier (noscomi) dans l'armée. Les spécialités identifiées sont les vulnerarii, les chirurgiens, les plus nombreux aussi, les capsarii (porteur de capsa, coffret ou trousse médicale) qui intervenaient directement derrière la première ligne. La colonne Trajane dépeint des scènes de bataille, les médecins y intervenant pour évacuer des blessés vers le valetudinarium.

#### Valetudinarium
Les valetudinaria deviennent permanents dans les camps militaires romains sous Auguste ; on a pu, en effet, trouver des outils médicaux lors de fouilles. Ces valetudinaria se composaient d'un quadrilatère de pièces autour d'un jardin où était cultivées des plantes médicinales. On retrouvait les mêmes pièces dans ce quadrilatère que dans un Aesculapium c’est-à-dire, en général, une cuisine, des latrines, des bains, une officine de pharmacopée, une morgue... Bien que ne connaissant pas les bactéries, les médecins romains faisaient le nécessaire pour empêcher les infections. Les réservoirs d'eau courante pour boire et se baigner étaient isolés et placés en amont des évacuations d'eau courante et des latrines. Les salles d'attente se trouvaient à l'extérieur de ce quadrilatère.
Lorsque les capsarii ne pouvaient pas intervenir sur place, des ambulances hippomobiles évacuaient les blessés vers les valetudinaria. Les ambulanciers étaient payés au nombre de blessés sauvés. Les valetudinaria les plus grands pouvaient administrer 400 à 500 lits. Si le nombre de lits disponibles était insuffisant, l'optio valetudinarii pouvaient faire évacuer les patients sur les villages alentour, comme sous la République.
Le medicus devait pouvoir traiter n'importe quelle blessure reçue après la bataille.

### Médecine privée
En 219 av. J.-C. un chirurgien (vulnerarius) du Péloponnèse, Archagathus, est invité à rester à Rome. L'état lui confère la citoyenneté et lui fournit un bureau (taberna) près du compitium Acilii. C'est le premier médecin privé connu à Rome.
Les médecins des pauvres étaient pauvres, les médecins les plus connus, qui servaient les riches étaient riches également. Plaute signale qu'une visite de médecin, pour les pauvres, pouvait valoir moins d'un sesterce.
Les médecins n'avaient pas très bonne réputation. Pline l'Ancien souligne la façon dont les marchandages de tarif entre les médecins et les familles des patients moribonds sont mal perçus. En 368, Valentinien promulgue une loi interdisant aux médecins d'accepter les honoraires promis par des malades en danger de mort. Sans formation réelle, la plupart des médecins étaient considérés comme des tricheurs, des menteurs et des charlatans. Ils pouvaient aussi être coiffeur, vendre des cosmétiques, ou des produits miracles, etc.
Les honoraires étaient variables en fonction des médecins et des clients. Par exemple, Antonius Musa qui soigna Auguste pour ses problèmes de nerfs fut non seulement affranchi mais en devenant son médecin personnel, reçut 300 000 sesterces par an pour cette seule charge.

## Les médecins

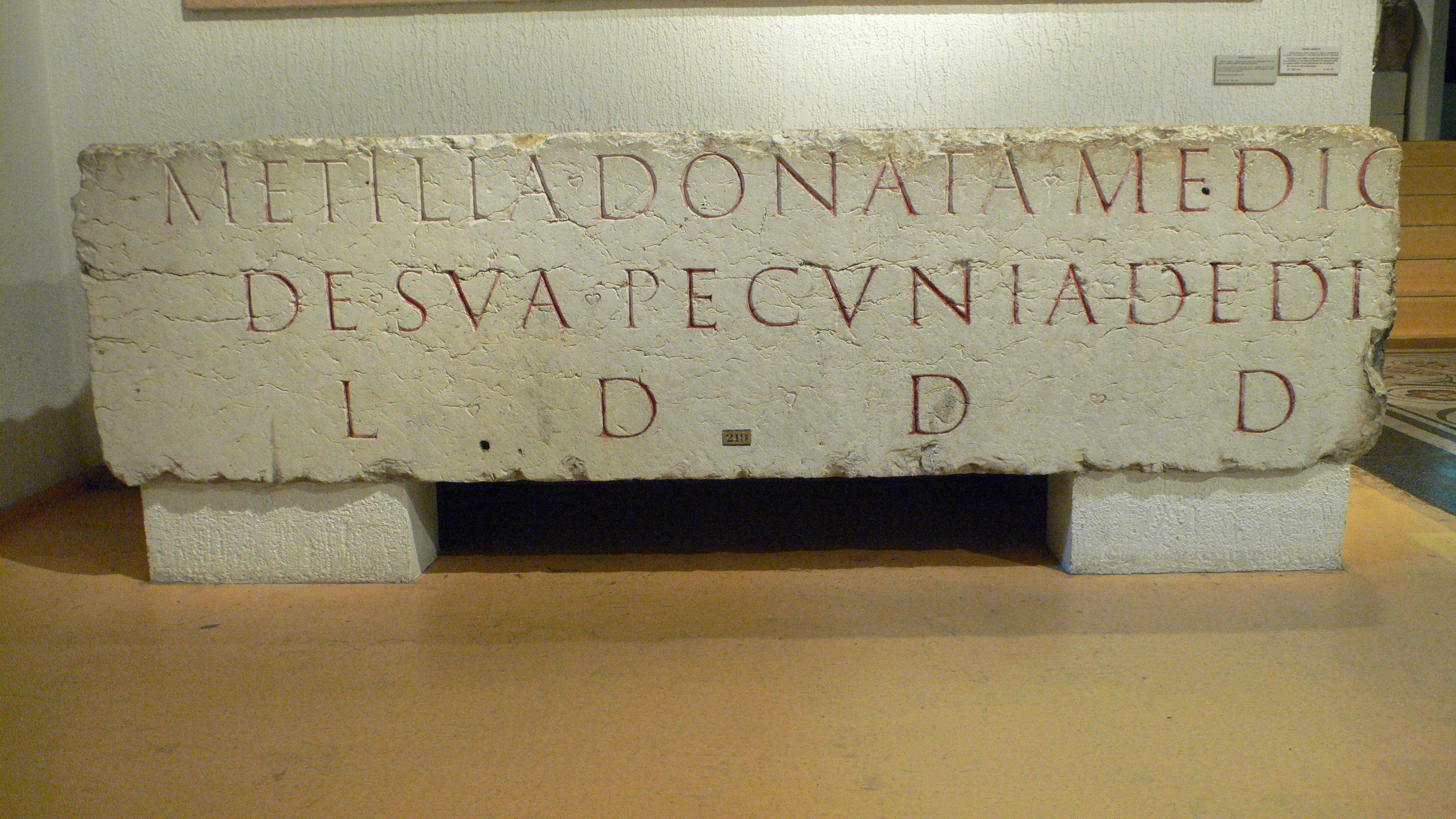
Inscription honorifique d’une medica du nom de Metilia Donata qui offrit à la ville de Lugdunum un monument public. CIL XIII 2019.

Les médecins étaient sous la République, pour la plupart esclaves et/ou d'origine grecque. Ils n'avaient donc pas la citoyenneté romaine. Seuls, ils restaient cependant influents.
Les esclaves médecins de la familia avaient pour chefs des affranchis dits superposilus medicorum ou supra snedicos. Il y avait aussi parmi les médecins des esclaves publics, auxquels était probablement confié le soin des autres esclaves de l'État. Dans les latifundia, on entretenait des esclaves médecins à demeure ; mais les petits propriétaires préféraient, du temps de Varron, en louer à l'année de leurs voisins. Les affranchis médecins (liberti medici), comme les esclaves, étaient souvent attachés à des personnages de marque. Caton d'Utique avait pour médecin un affranchi. Antonius Musa, le médecin d'Auguste, était également un affranchi. À Sidyma en Lycie, on lit sur un portique une dédicace de Tibère Claude Epagathos, médecin, affranchi de l'empereur. Une inscription de Magnésie a conservé le souvenir de Tyrannos, originaire de cette ville, qui avait été esclave de la famille impériale, attaché au service médical du palais, puis affranchi par Claude, dont il avait pris les noms. Il était probablement resté au service de Néron, car l'inscription parle des témoignages que les empereurs lui accordèrent pour sa science médicale et pour son caractère. Revenu dans sa patrie, il y jouit d'une haute considération ;.
Il existait de nombreuses spécialités de medici et de medicae (femmes médecins dont la distinction avec l’obstetrix, la sage-femme, est souvent délicate mais des femmes médecins du nom de Metilia Donata ou Minucia Astte soignent aussi bien des femmes que des hommes) par exemple ocularius (oculiste), auricularius (pour l'oreille), marsus (pour les morsures de serpent), chirurgii (chirurgien)… Les médecins pouvaient être dogmatici, se fondant sur l'enseignement théorique, empirici, se fondant l'empirisme, ou des methodici, qui utilisaient la théorie et les techniques pratiques. Plusieurs professions de santé liées à la médecine existaient : Le iatromaia (nom grec, la sage-femme), le iatralipice (pour l'application des onguents), le latrocinor (la chirurgie), les pharmacopolae (nom féminin, vendeur de produits médicinaux), unguentarii, aromatarii (préparateur de produit médicinaux), capsarii (pour les bandages appelés fasce qu'ils détenaient dans leurs besaces appelées capsae), nutrix (infirmière), obstetrix (obstétricien), discentes (apprentis médecins). Cependant, les médecins restaient fondamentalement des artisans, comme n'importe quelle autre profession de l'époque.
On retrouve la liste de ces professions dans le Corpus Inscriptionum Latinarum.

### Responsabilité
Le médecin pouvait être tenu pour responsable ou criminel en vertu de la lex Cornelia de sicariis et veneficis, loi datant de Sylla (81 av. J.-C.).

« Est tenu de la loi Cornelia celui qui a tué un homme libre ou esclave ; celui qui, dans l'intention de donner la mort, a confectionné et vendu du poison ; celui qui a blessé dans l'intention de tuer ; celui qui a vendu au public des médicaments dangereux, ou en a conservé dans des intentions homicides. Est puni des peines portées par cette même loi celui qui hominem libidinis vel promercii causa castraverit. Est puni d'une peine spéciale celui qui s'est rendu complice d'un avortement. »

Les médecins étaient généralement exempts de poursuites judiciaires pour leurs erreurs. Quelques auteurs se plaignent des meurtres légaux. Cette immunité s'est appliquée seulement aux erreurs de traitement faites sur les hommes libres. La lex Aquilia, passée vers 286 av. J.-C., a permis de poursuivre les propriétaires d'esclaves et d'animaux négligeant la santé de leur « cheptel » ou malveillants. Les juristes avaient l'habitude d'utiliser cette loi pour poursuivre les médecins qui n'auraient pas, par exemple, eu toute la compétence pour soigner un esclave.
La loi admettait également que le maître du médecin esclave était responsable dans la limite de la valeur de l'esclave, qu'il pouvait abandonner au plaignant pour faire lever la poursuite. Les sages-femmes et femmes-médecins étaient soumises aux mêmes responsabilités que les hommes.
De nombreux exemples nous sont parvenus ou les médecins devaient effectuer des travaux de médecine légale : dire si une mort est naturelle, témoigner qu'un patient ne peut se déplacer à un tribunal… Et depuis les origines de Rome puisqu'une loi est attribuée à Numa Pompilius qui prescrivait un examen médical après la mort des femmes enceintes. Cependant la médecine légale n'existe pas officiellement.
Pour la déontologie, voir :

### Statut légal
Il n'y avait pas de diplôme, l'homme pouvait apprendre seul, avec un maître ou dans un Aesculapium. Il avait d'abord le statut d'apprenti (discens), et lorsqu'il devenait suffisamment célèbre et connu, on lui accordait le terme de medicus.
Tout en encourageant et en soutenant les cabinets publics et privés, les gouvernements romains ont eu une attitude ambivalente avec les corporations de médecins qu'ils trouvaient subversives. D'abord autorisés, ils ont été la plupart du temps rendus illégaux et supprimés. Les collegia medicii, qui dépendaient de leur propre école, Scholae Medicorum, n'ont jamais réussi non plus à s'imposer et ont été aussi considérés comme subversifs.
À partir du IVe siècle, l'État décide de réguler la profession et semble avoir été motivé d'abord par des considérations fiscales. Depuis Jules César, les médecins publics jouissaient d'immunités qui durent amener certaines villes à en accroître le nombre outre mesure, ce qui portait préjudice à l'État et provoquait une inégale répartition des charges. Antonin le Pieux fixe le nombre de médecins suivant la taille de la ville et, au-dessus de ce nombre, même les plus grandes villes ne peuvent conférer l'immunité. Modestin ajoute que la Curie peut diminuer, mais non augmenter le nombre des médecins publics prévus par la loi. Une fois élus, les médecins recevaient l'investiture de la Curie, qui leur conférait les immunités et les salaires attachés à l'exercice de leurs fonctions. Ils pouvaient être destitués pour négligence par la même autorité qui les avait élus. L'institution fut réorganisée en 368 par une constitution de Valens et de Valentinien Ier. Sous Alexandre Sévère, la médecine de la maison impériale fut définitivement organisée : de serviteur, le médecin de l'empereur devint fonctionnaire. Un médecin du palais (medicus palatinus) toucha des appointements fixes (salarium) ; six autres reçurent des indemnités en nature (binas aut ternas annonas), qui pouvaient d'ailleurs être converties en argent. La réunion de ces médecins impériaux forma le collège des archiatri palatini ; une constitution de Constantin exempte de toute charge les archiâtres et les ex-archiâtres, c'est-à-dire tous les membres anciens ou actuels du collège. Le titre d'archiâtre ne fut probablement attribué aux médecins impériaux qu'à l'époque de Dioclétien. Les archiatri palatini, étaient alors spectabiles, comites priori ou secundi ordinis et pouvaient s'élever aux plus hautes fonctions politiques et administratives.
Le Code de Théodose Ier décrit le nouveau système médical imposé par l'État. À la tête de l'appareil de santé de l'État se trouvait un dux ou vicaire de l'empereur. Il porte le titre de comes archiatorum (du grec ancien ἀρχή, « chef » et ἰατρός, « soigneur ») et devait, par la loi, être noble.
Aux niveaux suivants de la hiérarchie se trouvaient les archiâtres (archiatri), ou, selon un terme plus populaire, les protomedici, les supra medicos, les domini medicorum ou les superpositi medicorum. Ils étaient payés par l'État. Ils étaient chargés de contrôler les activités des médecins dans la zone qui leur était attribuée. Leurs familles étaient exemptes d'impôts. Elles ne pouvaient pas être poursuivies et les troupes militaires ne pouvaient pas occuper leur maison.
Les archiatri étaient divisés en deux groupes :
- Archiatri sancti Palatii, qui étaient des médecins de palais ;
- Archiatri Populares. Ils étaient chargés de s'occuper des pauvres.

Les archiatri réglaient tous les conflits médicaux, il y en eut, par exemple quatorze à Rome[réf. souhaitée].

### Médecins célèbres

#### Historiographie

De medicina

Les médecins ont aimé écrire, mais la plupart de leurs livres ont été perdus. Tiberius Claudius Menecrates a composé cent-cinquante ouvrages médicaux, dont seulement quelques fragments demeurent. Aulus Cornelius Celsus avec son De Medicina, au Ier siècle est l'un des seuls auteurs latins connu. Il n’était pas un médecin mais un polygraphe, c’est-à-dire un auteur qui écrit sur des thèmes variés. Ses traités, tous perdus, portaient aussi bien sur le droit que sur l’agriculture ou la rhétorique. Il a fait connaître la médecine, mais il ne lui a fait accomplir aucun progrès. Il est cependant le premier à avoir décrit l’opération de la cataracte. Certains traités de médecine moderne mentionnent encore le « quadrilatère de Celse » qui énonce les symptômes qui signalent qu’une plaie est infectée : tumor, rubor, calor, dolor. Archigène d'Apamée (le premier utilisateur du spéculum), Rufus d'Éphèse (qui décrira la peste et la lèpre), Dioscoride l'expert des herbes aromatiques (auteur du De materia medica, ouvrage sur la thérapeutique). L'Histoire naturelle contenant de nombreuses descriptions de traitement en vogue dans la Rome traditionnelle, de Pline l'Ancien est devenue un paradigme pour tous les travaux suivants, bien que Pline n'ait pas été un médecin lui-même. Au IIe siècle, certaines œuvres nous sont parvenues en totalité ou presque comme celle de Claude Galien.
Les esclaves attachés aux grandes maisons, en particulier à la maison impériale, sont souvent mentionnés dans les textes épigraphiques, par exemple dans les épitaphes du Columbarium de Livie, qui nomment un médecin et un chirurgien. On retrouve également des traces de leurs activités dans les comptes rendus de procès.

#### Histoire
Le plus remarquable de ces médecins impériaux fut Xénophon de Cos, qui fut le médecin de deux empereurs et qui fit fortune.
voir aussi : Catégorie:Médecin de l'Antiquité, Hippocrate

### Les médecins grecs à Rome
Dans la société grecque, des médecins étaient plutôt des nobles. Asclépios dans l'Iliade est noble. Tous les médecins grecs ont finalement pris le nom d’Aesculapiadae, « fils d'Aesculapius ». Ils avaient fondé une corporation religieuse connue sous le nom de Asklepiastai. Hippocrate était le plus célèbre d'entre eux. Après la soumission de la Grèce, la médecine grecque fut introduite à Rome par des Grecs asservis et des Grecs invités à enseigner. Une lecture des noms des médecins romains prouve que pour la majorité, ils sont Grecs et que plusieurs des médecins étaient d'origine servile. Il est ironique de voir que certains hommes libres étaient à la merci d'esclaves plus savants qu'eux. Tous les médecins d'origine grecque vont acquérir, à Rome, la citoyenneté sous Jules César.
Durant toute l'ère romaine, les médecins grecs vont être très renommés et très courtisés, qu'ils viennent de Grèce, d'Alexandrie ou d'Asie mineure. Les œuvres des grands médecins grecs ont pu être en grande partie préservées grâce à Oribase, médecin grec du IVe siècle qui a réuni dans sa monumentale synthèse, collection médicale, les textes médicaux grecs les plus importants.

## Études de médecine
La première école de médecine s'ouvre en 14 sous Auguste et l'enseignement y est donné en grec. Il a été mis en place des systèmes d'accréditations délivrées par les organismes sacerdotaux ou de familles illustres de médecins cependant la plupart des médecins n'avaient pas les moyens de suivre les cours de l'Aesculapium et apprenaient avec un maître, lui-même plus ou moins formé. Lorsque sa clientèle était suffisamment développée, l'apprenti (discens) devenait médecin (medicus). Les savoirs médicaux à acquérir étaient basés sur les savoirs en pharmacologie et phytothérapie, les savoirs anatomiques pour la chirurgie et le diagnostic, les savoirs religieux pour les prières indispensables, des savoirs empiriques comme pour l'hygiène ; la plupart des savoirs théoriques étaient peu appréciés des Romains.
Les médecins se répartissaient en écoles qui traitaient d'après certains principes généraux, empiriques, méthodiques, pneumatiques, éclectiques, ou en faisant prévaloir l'emploi de certains moyens curatifs ou diététiques, tels que la gymnastique, l'hydrothérapie, l'oinothérapie, etc. La chirurgie et la médecine n'étaient pas généralement exercées par les mêmes praticiens, bien que le chirurgien soit aussi qualifié de medicus.

### L'aspect religieux
Le centaure Chiron passait pour avoir enseigné à Esculape l'art de guérir, en même temps que les incantations.
L'inscription découverte à Épidaure, où Apellas relate sa guérison, donne les détails d'un traitement diététique et psychique où le charlatanisme théurgique a peu de part, et nombre d'autres témoignages du même genre existent, sans en excepter le névropathe Aristide. Mais ce qu'il y a de raisonnable dans la médecine sacerdotale est précisément ce qu'elle a emprunté à la médecine séculière ; le seul élément utile qu'elle y ait ajouté est ce que nous appelons aujourd'hui la suggestion, méthode curative commune à tous les charlatanismes, et croyances médico-religieuses (voir l'article placebo). Depuis l'époque alexandrine, elle s'est de plus en plus altérée par un mélange de moyens magiques et théurgiques, cela tient précisément aux atteintes profondes que reçut le génie hellénique du fait de sa diffusion dans des pays et chez des peuples où le rationalisme scientifique n'existait pas. Il faut également tenir compte, après le IVe siècle, de l'influence des mystiques chrétiens.
Outre Esculape ou Asclépios, voici une liste de divinités liées à la santé :
1. Angitia (guérison + sorcellerie) ; Angitia (santé, poison) ou anguitina ;
2. Carna (organe, santé) ;
3. Clitumne (santé en Ombrie) ;
4. Endovelicus (ibérique santé) ;
5. Febris (santé fièvre) ;
6. Salus (hygiène) ;
7. Meditrina (vin et santé) ;
8. Valentia (santé) ;
9. Veiovis (santé) ;
10. Lucine (accouchement).

### La maladie
Les médecins de l'Antiquité avaient compris que le mode de vie d'un patient influençait son risque de contracter une maladie. Le serment d'Hippocrate obligeait les médecins à donner l'exemple par une vie saine. Ils considéraient que la première cause des maladies était l'absence d'hygiène de vie ; il fallait travailler au grand air et vivre sainement. Végèce expose également qu'éviter aux légions de traverser les zones marécageuses, leur évite les maladies.
Lorsqu'une personne devient malade (aeger), elle se languit, devient nauséeuse (nausea) et tombe dans la mort (incidere in morbum). Les médecins soignent la maladie (curare morbum) et prescrivent des médicaments (medicus) ou des comportements (regimina). Si la maladie persiste, le patient se rend au cabinet du clinicus et s'installe sur le lit (clinum)[Quoi ?]. Si la maladie est suffisamment grave pour que le patient ne puisse se déplacer, il fait appel à un chirurgius[Quoi ?].

### Hygiène
C'est dans la maîtrise de l'hygiène que les médecins romains sont peut-être les plus surprenants. Bien que ne connaissant pas l'existence des bactéries (bien que Lucrèce ait évoqué la présence de choses invisibles à l'œil nu dans son De natura rerum), ils savaient qu'ils devaient faire bouillir leurs instruments de chirurgie, qu'il ne fallait pas mélanger eaux usées et eaux propres... Par ailleurs, ils attachaient la plus grande importance à la qualité de l'eau qu'ils buvaient et dans laquelle ils se baignaient régulièrement.

### Chirurgie

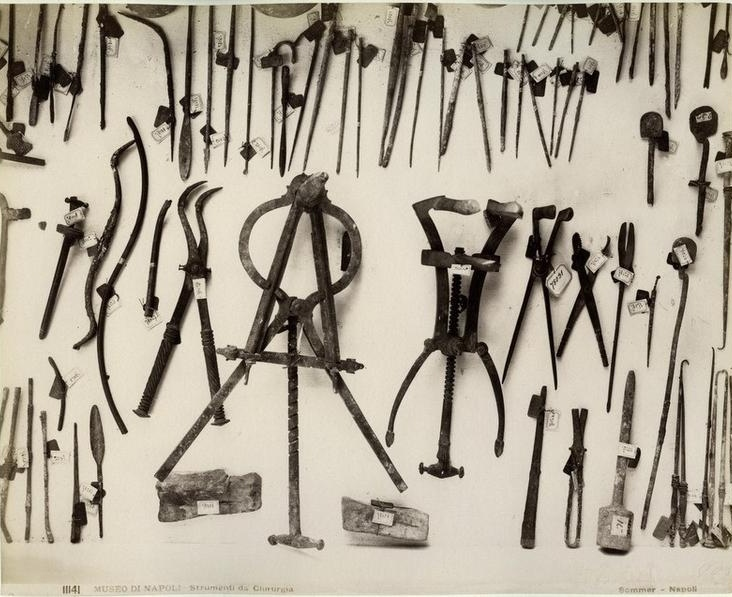
Instruments chirurgicaux romains trouvés à Pompéi.

On a découvert des instruments de chirurgie datant de cette époque qui seraient très familiers à un chirurgien moderne, on en conclut qu'en matière de chirurgie le savoir des médecins romains n'a pu être égalé qu'après la Renaissance voire l'époque moderne.
Les chirurgiens utilisaient scalpels, crochets, leviers, sondes, forceps, cathéters, spéculums, sur des patients anesthésiés avec de l'extrait de pavot (morphine) et de l'extrait de jusquiame noire (scopolamine). On savait opérer les calculs, hernies, plaies ouvertes, réaliser des trépanations. On savait également opérer certaines cataractes avec des aiguilles. Les instruments étaient bouillis avant emploi. Les blessures étaient lavées au vinaigre et cousues. On utilisait la traction pour remettre en place les os fracturés ou traiter les luxations. On a découvert des spéculums anaux et vaginaux ce qui implique que les médecins romains examinaient la taille et l'état des organes internes accessibles par les orifices naturels et étaient capables de faire ainsi des diagnostics ou de pratiquer des interventions.
D'autres instruments médicaux étaient utilisés dans la Rome antique :

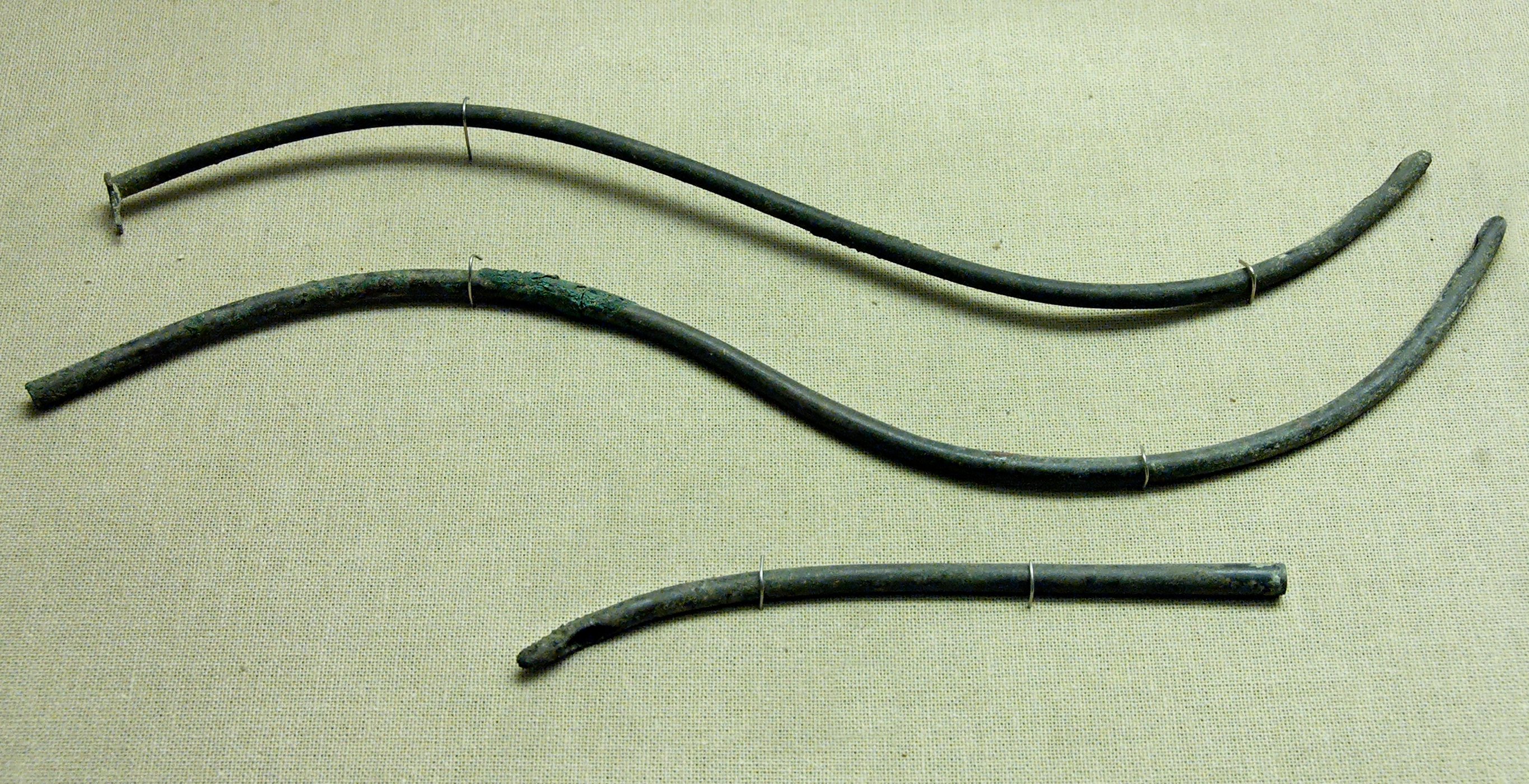
Cathéters romains en bronze.

Les crochets à os : Ces instruments longs et fins sont principalement utilisés pour découper les tissus. Les Grecs ont également utilisé cet outil. Les crochets sont classés en deux catégories : pointus et durs. Les crochets pointus ont été utilisés pour enlever les tissus mous après les blessures et les crochets durs ont été utilisés pour les dissections.
Les foreuses à os : elles sont à l'image d'un tire-bouchon, c’est à cela que ressemblait une perceuse à os. Les perceuses à os ont été utilisées pour enlever les tissus osseux abîmés du crâne ou pour retirer un corps étranger. Des outils similaires ont été utilisés par l'homme préhistorique pour éliminer les mauvais esprits.
Spatule : cet instrument a été utilisé pour mélanger divers onguents et les appliquer aux patients.
Scie chirurgicale : cet instrument a été utilisé pour couper les os au cours des amputations et des interventions chirurgicales.
Sonde : cet instrument a été utilisé pour examiner attentivement une blessure avant de la soigner.
cathéter: pour le sondage urinaire. Il était probablement beaucoup moins bien toléré que les sondes modernes du fait que les cathéters romains étaient en métal, en général en bronze.

### Obstétrique et gynécologie
On a découvert des spéculums vaginaux qui suggèrent que la gynécologie a été pratiquée.

### Ophtalmologie

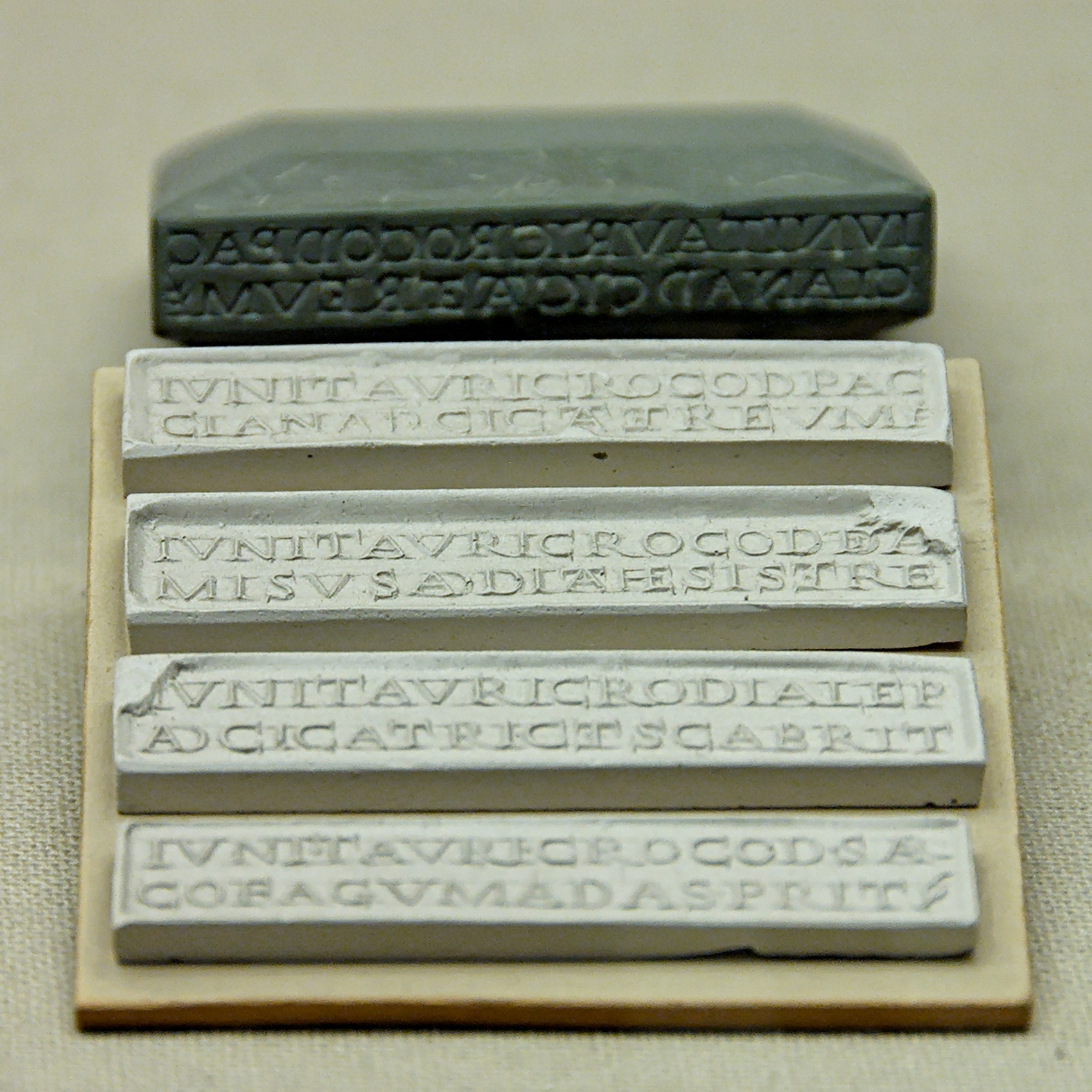
Timbre pour le marquage des bâtonnets semi-solides pour pommades oculaires (collyres) avant qu’ils durcissent.

Une stèle gallo-romaine découverte aux Ronchers (Meuse) est conservée au musée de Bar-le-Duc. Le registre supérieur représente un oculiste inspectant l'œil d'une patiente en abaissant la paupière à l'aide d'un petit instrument ; au registre inférieur le médecin est figuré auprès du lit d'un malade. L'oculiste, médecin ou chirurgien, s'appelait chirurgus ocularius, medicus ocularius, ab oculis ou opittalmicus. Les oculistes de la région nord-ouest de l'Empire ont laissé plus de deux cents cachets. Un cachet d'oculiste est une plaquette prismatique, généralement en serpentine, en stéatite ou en schiste ardoisier. Les tranches portent des inscriptions latines gravées à rebours, mentionnant :
- les noms de l'oculiste, inventeur ou vendeur d'un collyre ; l'indication du nom de l'oculiste fait rarement défaut. Quelques cachets portent deux ou trois noms, témoignant d'une succession ou d'une association d'oculistes, ou de l'exploitation par un oculiste ;
- le nom (grec, mais latinisé) et l'usage du collyre ;
- parfois son mode d'emploi.

### La pharmacopée
L'Antiquité n'a pas connu l'équivalent du pharmacien moderne, qui exécute, sur l'ordre du médecin et sous le contrôle de l'État, des prescriptions magistrales ou officinales. En principe, le médecin préparait lui-même ses médicaments ; il pouvait en acheter les ingrédients chez le pharmacopole, sorte d'herboriste qui, à son tour, se fournissait de plantes médicinales chez le rhizotome. À l'origine, la cueillette des simples souvent accompagnée de cérémonies magiques et effectuée dans certaines circonstances seulement constituait une partie essentielle de l'art de guérir. Les Romains connaissaient de nombreuses plantes et remèdes, leur pharmacopée s'appuyant essentiellement sur trois traités : la matière médicale (De materia medica) de Dioscoride, les livres 28 à 30 de l’Histoire naturelle de Pline l'Ancien et Remèdes des légumes et des fruits (Medicinae ex holeribus et pomis) de Quintus Gargilius Martialis.
Parmi les plantes utilisées en médecine dans la Rome antique citons les suivantes :
Le fenouil  : on lui attribuait des propriétés calmantes.
La grande aunée  : utilisée pour faciliter la digestion.
La sauge  : bien qu'elle ait peu de valeur médicinale, elle a une grande importance religieuse.
L’ail : bénéfique pour la santé, en particulier le cœur.
Le fenugrec : utilisé pour le traitement de la pneumonie.
La moutarde :  utilisé pour soigner les morsures de serpents ou de scorpions (cataplasme fait de mélange de graines de moutarde pilées dans du vinaigre).
Le romarin 
Le silphium : utilisé pour une grande variété de maladies et en particulier pour le contrôle des naissances.
Ces savoirs pouvaient également être utilisés pour fabriquer des poisons et plusieurs histoires nous sont parvenues dans lesquelles des médecins ont utilisé leurs connaissances dans ce domaine. Ainsi, Eudème, ami et médecin de Livie, femme de Drusus César, fils de Tibère, aida à empoisonner Julius Caesar Drusus, de complicité avec Livie, en l'an 23 apr. J.-C.
Exemple de préparation médicinale :
- Tetrapharmacum

## Autre spécialités
- odontologie, médecine vétérinaire